# David Lovgren
David Lovgren, född 4 november 1969, Vancouver, British Columbia, är en kanadensisk skådespelare.
Han har bland annat medverkat i filmen Cool Runnings (1993) och ett avsnitt av Arkiv X (Memento Mori, 1997).